# Nickel Jacob
Nickel Jacob (1505 à Sprottau, aujourd'hui Szprotawa en Pologne - 1576 ibid.) était un apiculteur et écrivain allemand. Il fut le premier auteur allemand traitant de l'apiculture en 1568.

## Biographie
Nickel Jacob vivait en Silésie à Sprottau. Son père était le sacristain et l'apiculteur de la ville.
De retour chez lui, après une pratique itinérante à travers la Poméranie, le Mecklembourg et la Rhénanie, il rassembla ses connaissances dans un livre de 92 pages.
La première édition, illustrée de cinq gravures sur bois, parut à Görlitz grâce à Ambrosius Fritsch en 1568. La seconde bénéficiant du privilège impérial parut huit ans plus tard, en 1576 à Magdebourg.
Les éditions ultérieures reprirent les illustrations de la première édition. Ses connaissances sur les abeilles, le traitement de leurs maladies et autres pratiques utiles à l'apiculture ont été publiées et étayées pendant 200 ans. 